# 真鶴秀五郎
真鶴 秀五郎（まなづる ひでごろう、1902年3月30日 - 1937年12月4日）は、奈良県山辺郡（現：奈良県天理市）出身の大相撲力士。本名は窪田 正義（くぼた まさよし）。

## 来歴
1902年3月30日に奈良県山辺郡（現：天理市）で興行師を営む家に生まれる。成長するにつれ力士を志し、1918年5月に追手風部屋（東京相撲）へ入門、故郷の川に因んだ「吉ノ川」という四股名で初土俵を踏んだ。追手風部屋での在籍期間は長くなく、直後に同じ東京相撲の湊川部屋へ転籍した。
三段目に所属していた頃の1923年1月場所千秋楽の夜、湊川部屋に所属していた綾龍と口論の末に喧嘩となり、近くに置いてあった刀を投げ付けて負傷させる事件を発生させた。この騒動が日本相撲協会へ知れ渡れば即刻破門・除名されるが、それを心配した部屋の女将が密かに手紙を持たせ、脱走という名目で朝日山部屋（大坂相撲）へ転籍させた。
柔軟かつ足が長く、突っ張りから右四つで寄るか吊る豪放な取り口で大坂相撲では次代の横綱と期待され、前頭筆頭まで出世した。しかし、1926年に東京相撲との東西合併が決定し、それによる番付統合のための合併場所が開催されたが、この合併場所の取組において大坂相撲は東京相撲より力量が劣ることが判明した。それでも真鶴は大坂相撲の力士として唯一、東京相撲の力士と互角に勝負することが出来たため、既に吉田司家から横綱免許を授与されて正式な横綱であることから格下げ出来ずに「張出横綱」としてそのまま編入させた宮城山福松を除いては、大坂相撲の力士として最高位となる前頭筆頭に真鶴の名前が記された。1927年5月場所では西ノ海嘉治郎（3代）から金星を奪い、1928年1月場所で小結へ昇進。その後しばらくは前頭筆頭と小結の往復が続くが、右足の関節炎で番付が降下していく。
1929年1月場所で玉錦三右エ門と対戦した際に、立合いを巡って行司と口論となったことで棄権しかけたばかりか、近くにいた関係者に説得されて土俵に戻ったものの、立合いで玉錦を拳骨で殴る暴挙に出た（取組は寄り倒しで玉錦の勝ち）。しかし、この一件が協会の元へ届いたことで真鶴は1931年に除名処分となった。番付は同年10月場所まで記載されたものの、この時は既に除名処分が下された後だった。さらに、1931年夏には露店商と喧嘩し、警察署へ留置されたことで番付からも削除された腹いせとして、1932年1月には酒に酔って神楽坂警察署へ火鉢を持って乱入して大暴れした。
大相撲の世界から追い出された後は地方相撲へ加入したが、1937年12月4日に死去、35歳没。

## 人物
大坂相撲の力士は、人柄や酒癖の悪い人物が多かった。その中でも真鶴は酷く、飲酒すれば手が付けられない状態になるほどの暴れようだった。当時は力士が喧嘩沙汰に及んだという噂が巷に流れると、「玉錦か?真鶴か?」と真っ先に名前が挙がるほどだったという。

## 主な成績
- 幕内成績：110勝121敗1預38休 勝率.476
- 幕内成績：85勝97敗38休 勝率.467
- 現役在位：29場所（東京相撲）
- 幕内在位：20場所（東京相撲）
- 金星：1個（西ノ海（3代）1個）

### 場所別成績
| 1917年 （大正6年） | x                      | （前相撲）         |
| 1918年 （大正7年） | （前相撲）             | （前相撲）         |
| 1919年 （大正8年） | 東序ノ口29枚目 2–2 1預 | 西序二段64枚目 2–3 |
| 1920年 （大正9年） | 西序二段62枚目 3–2     | 西序二段26枚目 4–1 |
| 1921年 （大正10年） | 東三段目28枚目 1–4     | 西三段目50枚目 3–2 |
| 1922年 （大正11年） | 西三段目27枚目 3–2     | 西三段目6枚目 2–3  |
| 1923年 （大正12年） | 東三段目22枚目 5–5     | x                  |
| 各欄の数字は、「勝ち-負け-休場」を示す。 優勝 引退 休場 十両 幕下 三賞：敢=敢闘賞、殊=殊勲賞、技=技能賞 その他：★=金星 番付階級：幕内 - 十両 - 幕下 - 三段目 - 序二段 - 序ノ口 幕内序列：横綱 - 大関 - 関脇 - 小結 - 前頭（「#数字」は各位内の序列） |                        |                    |

- 1923年6月から1926年までは大坂相撲

| 1925年 （大正14年） | 東十両4枚目 8–1 1預 | 東前頭6枚目 6–3 |
| 1926年 （大正15年） | 西前頭筆頭 7–2      | x               |
| 各欄の数字は、「勝ち-負け-休場」を示す。 優勝 引退 休場 十両 幕下 三賞：敢=敢闘賞、殊=殊勲賞、技=技能賞 その他：★=金星 番付階級：幕内 - 十両 - 幕下 - 三段目 - 序二段 - 序ノ口 幕内序列：横綱 - 大関 - 関脇 - 小結 - 前頭（「#数字」は各位内の序列） |                     |                 |

- 1927年から東西合同

| 1927年 （昭和2年） | 西前頭筆頭 4–7  | 西前頭筆頭 5–6     | 西前頭6枚目 8–3 ★  | 西前頭3枚目 3–8         |
| 1928年 （昭和3年） | 西小結 7–4      | 東前頭4枚目 3–8    | 東小結 6–5         | 東小結 6–5              |
| 1929年 （昭和4年） | 西前頭筆頭 6–5  | 西前頭筆頭 7–4     | 西小結 4–5–2       | 西小結 5–6              |
| 1930年 （昭和5年） | 西前頭筆頭 3–8  | 西前頭筆頭 6–5     | 西前頭5枚目 7–4    | 西前頭5枚目 2–6–3       |
| 1931年 （昭和6年） | 東前頭2枚目 3–8 | 東前頭2枚目 0–0–11 | 西前頭8枚目 0–0–11 | 西前頭8枚目 引退 0–0–11 |
| 各欄の数字は、「勝ち-負け-休場」を示す。 優勝 引退 休場 十両 幕下 三賞：敢=敢闘賞、殊=殊勲賞、技=技能賞 その他：★=金星 番付階級：幕内 - 十両 - 幕下 - 三段目 - 序二段 - 序ノ口 幕内序列：横綱 - 大関 - 関脇 - 小結 - 前頭（「#数字」は各位内の序列） |                 |                    |                    |                         |